# Cantonul Uri
Uri (în limba germană:  Uri (ajutor·info)) este unul din cele 26 de cantoane ale Elveției. Teritoriul său se întinde pe valea râului Reuss, între Lacul Lucerna și Pasul Sankt Gotthard. Populația de aproximativ 35 000 de locuitori vorbește în principal limba germană. Se spune că legendarul Wilhelm Tell provenea din Uri.

## Geografia
Cantonul se află în centrul țării. Teritoriul său acoperă valea râului Reuss și a afluenților săi. Suprafața sa este de 1 077 km², din care aproximativ jumătate este considerat pământ productiv. Pădurile acoperă o parte importantă din teritoriu, iar ghețarii aproximativ 10% din suprafața cantonului.
Cel mai înalt punct este Dammastock (3 630 m), aflat la nord de Pasul Furka.

## Istorie
Uri a fost menționat pentru prima oară în 732, ca aparținând abatelui de Reichenau. În 853 a fost oferit mănăstirii de maici din Zürich de către Ludovic Germanul.
Se crede că numele Uri provine din cuvântul german vechi Auroch (urus) însemnând zimbru. Această etimologie este întărită de stema istorică a regiunii, conține un cap de taur.
În 1243 regiunea avea deja un sigiliu comun. În 1274 Rudolf de Habsburg a recunoscut aceste privilegii. Uri a fost unul dintre cele trei cantoane elvețiene inițiale, semnând Scrisoarea de alianță (Bundesbrief) în 1291. În 1386 a luat parte la victoria împotriva austriecilor de la Sempach. Ca urmare, Uri a anexat regiunea Urseren în 1410.
Regiunea a rezistat reformei și a rămas romano-catolică. În timpul Republicii Helvete, Uri a făcut parte din  Cantonul Waldstätten. După aceasta, în 1803, Uri și-a recâștigat independența. Toate încercările de reformă constituțională sau religioasă au fost eșuate. În 1815, s-a alăturat Ligii de la Sarnen, din acest motiv. Mai târziu, Uri a devenit membru al Sonderbund, o ligă catolică separatistă ce a fost învinsă de Confederația elvețiană.

## Politică
Actuala constituție datează din 1888. A fost revizuită în 1929, la abolirea Landsgemeinde. Capitala cantonală este la Altdorf.

## Economie
Terenurile cultivate ale cantonului se află în valea râului Reuss. Pe pantele mai joase ale munților se află pășuni. Deoarece cea mai mare parte a teritoriului este deluros sau muntos, nu e potrivit pentru agricultură. Hidroenergia este foarte importantă. Industria forestieră joacă și ea un rol însemnat în economia cantonului. La Altdorf se află fabrici de cabluri și de cauciuc.
Turismul este o importantă sursă de venit în acest canton. Rețeaua rutieră excelentă facilitează turismul în zonele greu accesibile din munți.

## Demografia
Populația vorbește în principal limba germană și este romano-catolică.